# Embaixada de Angola em Lisboa
A Embaixada de Angola em Lisboa é a principal missão diplomática de Angola em Portugal, na capital Lisboa. Está situada na Av. da República.
Atualmente, a embaixadora de Angola em Lisboa é a Maria de Jesus dos Reis Ferreira.

## Consulados
Além da Embaixada em Lisboa, Angola tem dois consulados em Portugal:
- Lisboa (Consulado-geral)
- Porto (Consulado-geral)